# Office public de la langue occitane
L’Office public de la langue occitane (OPLO, en occitan : Ofici public de la lenga occitana) est un groupement d'intérêt public créé le 23 septembre 2015 pour assurer la sauvegarde et le développement de la langue occitane.

## Historique
L'OPLO est créé par un décret préfectoral du 23 septembre 2015,,.
Le premier conseil d’administration se tient le 12 novembre suivant à Toulouse. David Grosclaude, conseiller régional d'Aquitaine, est élu président. Guilhem Latrubesse, conseiller régional de Midi-Pyrénées, est premier vice-président et Hélène Bernard, rectrice de l’académie de Toulouse, représentante de l’État, est deuxième vice-présidente.
La procédure de recrutement d’un directeur est lancée par la même réunion. Estève Cros est nommé à ce poste le 1er janvier 2016.
À la suite de la refonte des régions, le périmètre de l’office se voit étendu aux régions succédant aux précédentes signataires, soit le territoire des anciennes régions Limousin et Poitou-Charentes. Les conseils régionaux d'Auvergne-Rhône-Alpes et de Provence-Alpes-Côte d'Azur, dont les territoires sont pourtant occitans au moins partiellement, n'ont pas adhéré à l'OPLO .
Le conseil d’administration du 22 mars 2016 à Toulouse désigne comme présidente, Charline Claveau Abbadie, conseillère régionale de Nouvelle-Aquitaine (département des Pyrénées-Atlantiques) et comme premier vice-président, Patric Roux, conseiller régional d'Occitanie (département de l'Aude). Hélène Bernard comme deuxième vice-présidente.

### Représentants actuels
- Pour l'État, Benoît Delaunay, recteur de l'académie de Toulouse (vice-président de l’Office) et le directeur régional des affaires culturelles de la région Occitanie (en attente de nomination) [5].
- Pour la région Nouvelle-Aquitaine : Charline Claveau-Abbadie, Mumine Ozsoy, Marc Oxibar[8].
- Pour la région Occitanie : Nadia Bakiri, Patric Roux et Dominique Salamon[9].

## Missions
L’objectif de cette structure est d’assurer, sur son aire géographique, la sauvegarde et le développement de la langue occitane.
Une de ses premières réalisations concrètes est la mise en place d'une convention-cadre pour l'enseignement de l'occitan, premier engagement officiel de l'État en faveur de l'enseignement de la langue, signée par la ministre de l'Éducation nationale Najat Vallaud-Belkacem en janvier 2017.